# Stotnik (Bundeswehr)
Stotnik (izvirno nemško Hauptmann; okrajšava: Hptm; kratica: H) je častniški čin v Bundeswehru (v Deutsches Heeru in Bundesluftwaffe). v Bundesmarine mu ustreza čin kapitanporočnika, medtem ko mu v specialističnih činih enaki: Stabsartz, Stabsapotheker, Stabsveterinär.
Nadrejen je činu nadporočnika in podrejen činu štabnega stotnika. V sklopu Natovega STANAG 2116 spada v razred OF-2, medtem ko v zveznem plačilnem sistemu sodi v razred A11-12.
V skladu z zakonodajo je častnik povišan v čin stotnika po petih letih službe kot poročnik.

## Oznaka čina
Oznaka čina je lahko:
- naramenska (epoletna) oznaka (za službeno uniformo): tri srebrne zvezde z barvno obrobo glede na rod oz. službo[6]
- naramenska (epoletna) oznaka (za bojno uniformo): tri zvezde (barvna obroba je samo na spodnjem delu oznake).[7]

Oznaka čina stotnika Luftwaffe ima na dnu oznake še stiliziran par kril.
Galerija
- Naramenska epoletna oznaka (za službeno uniformo)
- Naramenska epoletna oznaka (za bojno uniformo)
- Naramenska epoletna oznaka (za službeno uniformo); bela obroba izkazuje pehotni rod
- Osnovna oznaka čina Luftwaffe